# پرایری (میسیسیپی)
پرایری (به انگلیسی: Prairie) یک منطقهٔ مسکونی در ایالات متحده آمریکا است که در میسیسیپی واقع شده‌است. پرایری ۸۹٫۹۲ متر بالاتر از سطح دریا واقع شده‌است.